# Hilda Montalba
Pour les articles homonymes, voir Montalba.
Hilda Montalba, née le 3 décembre 1845 à Londres en Angleterre et morte le 24 novembre 1919 à Venise en Italie, est une artiste peintre et sculptrice britannique.

## Biographie
Hilda Montalba naît le 3 décembre 1845 à Londres. Elle est la sœur de Clara, Ellen et Henrietta Montalba.
Elle est l'une des quatre filles de l'artiste Anthony R. Montalba (en) et de Emeline Davies. Le recensement britannique de 1871 montre qu'Anthony Montalba vit au 19 Arundel Gardens, Notting Hill, Londres, avec quatre filles, toutes artistes.

## Carrière
Hilda Montalba et ses trois sœurs atteignent toutes une grande renommée en tant qu'artistes. Les sœurs Montalba participent régulièrement à l'Exposition d'été de la Royal Academy dans les années 1870. Comme ses sœurs, Hilda Montalba peint de nombreux paysages, notamment des scènes de Venise. Comme Clara Montalba, elle peint des bateaux de pêche, et peint également des études en gros plan de personnes vénitiennes. Un exemple notable de son travail est une peinture qui se trouve actuellement à la Graves Art Gallery de Sheffield, Garçon déchargeant une barque de marché vénitien.
Elle commence à exposer à Londres en 1873, notamment au Royal Academy et au Royal Society of British Artists. Elle travaille à Londres et Venise en Italie de 1876 à 1902.
Entre 1883 et 1890, elle expose un certain nombre d'œuvres à la Grosvenor Gallery (en) de Bond St, d'abord des sculptures, puis des peintures de Venise, telles que Brume vénitienne, exposée en 1890. Elle expose ses œuvres dans le Woman's Building de l'Exposition universelle de 1893 à Chicago, dans l'Illinois.
Trois de ses peintures à l'huile font partie de collections publiques britanniques, notamment les musées de Sheffield et le National Trust.
Elle meurt en 1919 à Venise.

## Œuvres

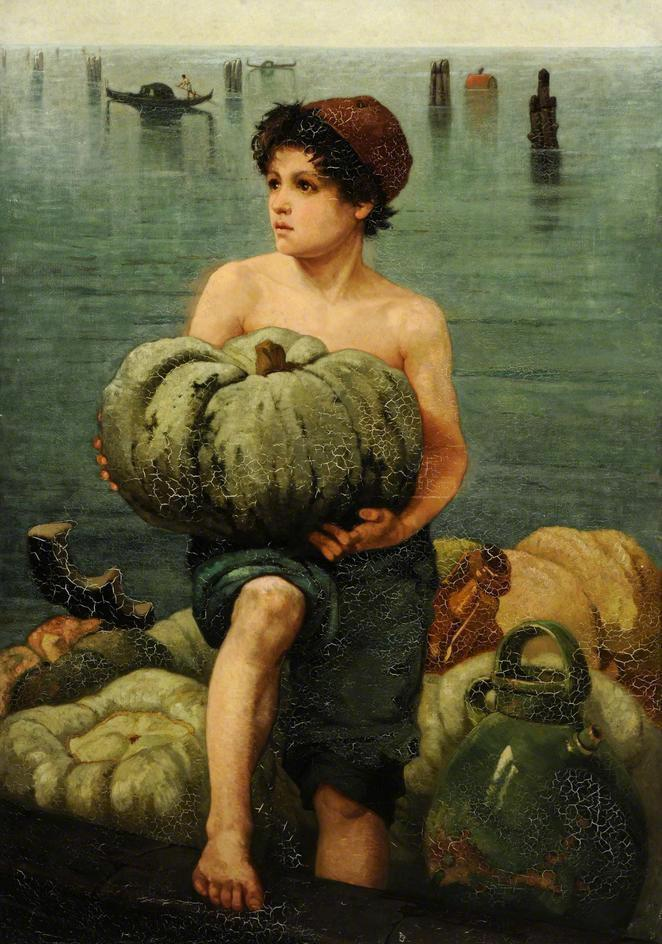
Garçon déchargeant une barque de marché vénitien.
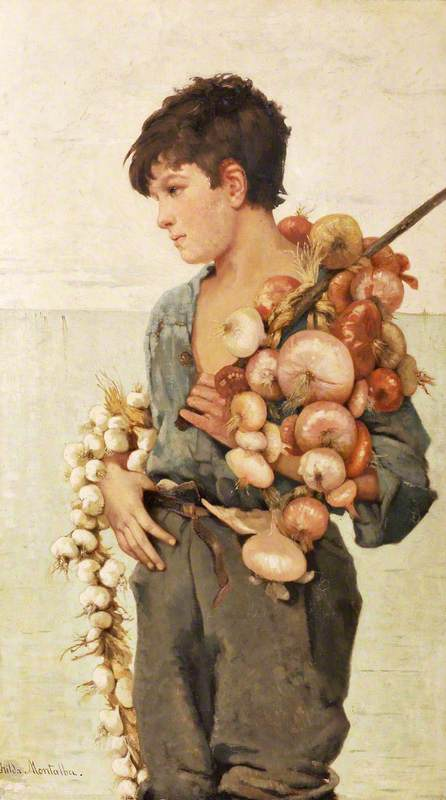
Un garçon vénitien vendeur d'oignons.

- Batelier vénitien

Le musée de Norwich conserve d’elle Promenade du matin.